# TALKIN' ABOUT
『TALKIN’ ABOUT』（トーキンアバウト）は、2022年9月までTOKYO MXで放送され、以降は配信番組として制作されたトーク番組である。

## 概要
アイドル、声優、YouTuberなどをジャンルにこだわらず多彩な歌手をゲストに招く音楽トーク番組として開始。
TOKYO MX放送のテレビ番組として開始され、トーク部分の公開収録をYouTubeでの先行配信で行っているのが特徴だった。
放送は2021年4月17日より毎月第3、第4土曜1:35 - 2:05（金曜深夜）。YouTube LIVEでの公開収録生配信は同年3月9日、火曜19:00に初めて行われた。公開収録配信ではゲストアーティストのオンライン特典会も収録後に実施された。
9月25日放送分でTOKYO MXでの放送を終了。以降の新規収録分は再編集したものが改めてYouTubeで配信されている。ニューヨーク屋敷いわく「契約切れでYouTubeだけになってしまった」とのこと。音楽番組というくくりであるものの、テレビ番組時代から楽曲はMV程度であったが、配信完全移行後は著作権の兼ね合いから一部を除いて流していなかった。
2022年6月6日収録分でニューヨークMC版は一旦最終回。ミニ企画『TALKINʼABOUT"mini"』を担当していた島山裕允＆和地つかさMCによる『TALKINʼNEO』として継続。
2022年8月9日より、『TALKIN'ABOUT season2』として、再びニューヨークがMCを務め再始動。歌手にこだわらないトーク番組となる（9月6日のラバーガール出演を機に、アーティスト気質があればよいと再ブランディングされた）。また『TALKINʼNEO』も不定期で継続された。
最終回のアナウンスはないが、2023年7月の『TALKINʼNEO × 七夕ゆかた祭り』が最後の収録となった。

## MC
- ニューヨーク（嶋佐和也、屋敷裕政）[4]

## OA/ゲスト
- 2021.04.16/#1：ゆるめるモ！、寺嶋由芙
- 2021.04.23/#2：椎名ひかり、Malcolm Mask McLaren
- 2021.05.21/#3：SUPER☆GiRLS、戦国アニマル極楽浄土
- 2021.5.28/：PIGGS、むくえな
- 2021.6.18/：WEBER、ヤなことそっとミュート
- 2021.6.25/：ANFiNY、転校少女*
- 2021.7.16/：風男塾、きみとバンド
- 2021.7.23/：アルスマグナ、IVVY
- 2021.8.21/：predia、CROWN POP[5]
- 2021.8.28/：Pimm’s、ENVii GABRIELLA[5]
- 2021.9/18/：樋口楓、Gacharic Spin
- 2021.9/25/：荒井麻珠、hy4_4yh（ハイパーヨーヨ）
- 2021.9/7/収録配信：chuLa、Devil ANTHEM.、Peel the Apple（浅原凜/田島櫻子/春海りお/山崎玲奈/松村美月）、FLS[6]
- 2021.10/4/収録配信：東京女子流、DEARKISS、ゑんら、CoLoN
- 2021.11/8/収録配信：ゆるめるモ！、さくらしめじ、じゅじゅ、MOROHA
- 2021.12/6/収録配信：CUBERS、学芸大青春、COJIRASE THE TRIP、メイビーME[7]
- 2022.1/17/収録配信：MOROHA、吉田靖直（トリプルファイヤー）、KOTOKO、めいどいん![8]
- 2022.2/7/収録配信：少年T、predia、@onefive
- 2022.3/8/収録配信：ピコ、FES☆TIVE、Task have Fun、アンダービースティー[9]
- 2022.4/5/収録配信：マキタスポーツ、アルスマグナ、ukka、アイオケ
- 2022.5/9/収録配信：サイプレス上野、ベンジャス!、Shibu3project

- 2022.6/6/収録配信：柏木由紀、TEAMSHACHI、つぼみ大革命、WEBER

### 『TALKINʼNEO』MC：島山裕允/和地つかさ
- 2022.7/13/収録配信：秘密結社ニルヴァージュ∀、ポラライト、メタモル!!!、Mr.LOVER、Palette Parade
- 2022.8/10/収録配信：ミルキープラネット、CALL MY NAME、PinkySpice、SPRISE、U&pia

### 『TALKINʼABOUT season2』MC：ニューヨーク
- 2022.8/9/収録配信：ぜったくん、もにゅそで、 ゆるめるモ!、AMEFURASSHI
- 2022.9/6/収録配信：少年T、秘密結社ニルヴァージュ∀、べいびーサたん、ラバーガール
  - 『TALKINʼNEO』9/14：MC：島山裕允/和地つかさ：Pimm’ｓ、YUMEADO EUROPE、アルテミスの翼、AVEST
- 2022.10/4収録配信：アルテミスの翼、いぬ、TaskhaveFun、ukka
  - 『TALKINʼNEO』10/12：MC：クマムシ：テンシメシ໒꒱、ピューロボーイズ、モノノケノノモ、Academic BANANA、SAKANAMON
- 2022.11/4/収録配信：なすなかにし、ホリエアツシ（ストレイテナー）、SAKANAMON、THEBAWDIES
  - 『TALKINʼNEO』11/9：MC：島山裕允/和地つかさ：ピコ、NORISTRY、夢みるアドレセンス、GuilDrops+、PROUDIeS
- 2022.12/9/収録配信：ベリーグッドマン、世が世なら!!! 、PaletteProject、THESUPERFRUIT
  - 『TALKINʼNEO』12/14：MC：クマムシ：虎の子ラミー、BABY-CRAYON〜1361〜、Fragrant Drive、Little Lilith
- 2023/1/10収録配信：大森靖子、神激、BIGMAMA、littleparade
  - 『TALKINʼNEO』1/18：MC：島山裕允/和地つかさ：上月せれな、DaizyStripper、nurié、Tim&U、UtaGe!、X-BORDER
- 2023/1/25収録配信：ニコル（KARA）、AMEFURASSHI、Appare、アンスリューム、ちゅら、わーすた
  - 『TALKINʼNEO』2/15：MC:クマムシ：高橋一輝、パク・ユナ、マグシロネット-N極、BANZAI JAPAN、unders7
- 2023/2/22収録配信：前田佳織里、羽山みずき、おかもとえみ、舞乃空、AYANE、CUBERS、ヒダカトオル、小林柊矢、海蔵亮太、オールアットワンス 
  - 『TALKINʼNEO』3/15：MC: 島山裕允/和地つかさ：MELTЯAGE、Krays、FILLミTRAX、BabyKingdom、ACME
- 2023/4/4収録配信：忘れらんねえよ、加藤大悟、B2takes!!、NOMUZO、PIGGS、dreamBoat
  - 『TALKINʼNEO』4/12：MC: クマムシ：Angel Sisters、MANACLE、miao、buGG、SODA KIT
- 2023/5/2収録配信：円神、BRADIO、眉村ちあき、高橋一輝、埼玉の伝説わにし、名前募集中、くるみ割り人形、ちゃこくん、ukka、AMEFURASSHI
  - 『TALKINʼNEO』5/17：MC: 島山裕允/和地つかさ：hy4_4yh、アノニンミティ、秘密結社ニルヴァージュ∀、WEBER、ToPDoG
- 2023/6/5収録配信：ジュースごくごく倶楽部、METAMUSE、カラフルダイヤモンド、Lead
  - 『TALKINʼNEO』6/14：MC: クマムシ：iScream、comma,、WAIWAI Boy's、Place Order、ジグソウ、ODDLORE
  - 『TALKINʼNEO × 七夕ゆかた祭り』7/8：MC: クマムシ：ゆるめるモ!、MY First Bae's、Finally、BOP、Pipping Hot、円神、BREAK THROUGH、ピコ、羽山みずき、ひらめ、武藤彩未

## スタッフ
- 構成：平田喜之
- カメラ：鈴木潤、藤山耕平、綿引正太郎、中島義彦
- スイッチャー：山本泰司
- 配信：橋本裕二
- 音声：栗花落洋一
- テクニカルディレクター：村崎裕計
- ディレクター：濱二秀昭（Office the bungy）、市川龍之介（Office the bungy）、佐藤公彦（Office the bungy）
- 製作協力：石田健吾（クアトロジャパン）
- 撮影協力：STUDIO BULL
- アシスタントプロデューサー：山之内陽佑（Melody fair inc.）
- プロデューサー：須郷孝昌（Melody fair inc.）
- 企画・制作：Melody fair、Office the bungy
- 番組著作：SEE DIVE

### 過去のスタッフ
- ディレクター：松林要（ON-JIN）（TOKYO MX放送版まで）
- ナレーター：ジャン海渡（TOKYO MX放送版まで）